# Nuno Fernandes
Nuno Fernandes (1100 -?) foi um fidalgo, Rico-Homem e cavaleiro medieval, tendo em Espanha sido Senhor de Treviño, localidade de Burgos, capital do municipio denominado Condado de Treviño.

## Relações familiares
Foi filho de Fernando Mensaraz, senhor de Treviño, e de uma senhora cujo nome a história não registou e de quem teve:
1. Aldonça Nunes (c. 1120 -?) casada com Soeiro Nunes Velho, filho de Nuno Soares e de Ausenda Todereis (1080 -?).

## Dados bibliográficos
- Manuel José da Costa Felgueiras Gayo, Nobiliário das Famílias de Portugal,  Carvalhos de Basto, 2ª Edição, Braga, 1989. vol. II-pg. 453 (Barretos) e vol. X-pg. 33 (Velhos).